# خط ۸ متروی مادرید
خط ۸ متروی مادرید (انگلیسی: Line 8) یکی از خطوط متروی مادرید است که در سال ۱۹۹۸ تأسیس شده و دارای ۸ ایستگاه و ۱۶.۴ کیلومتر طول است.

## نگارخانه

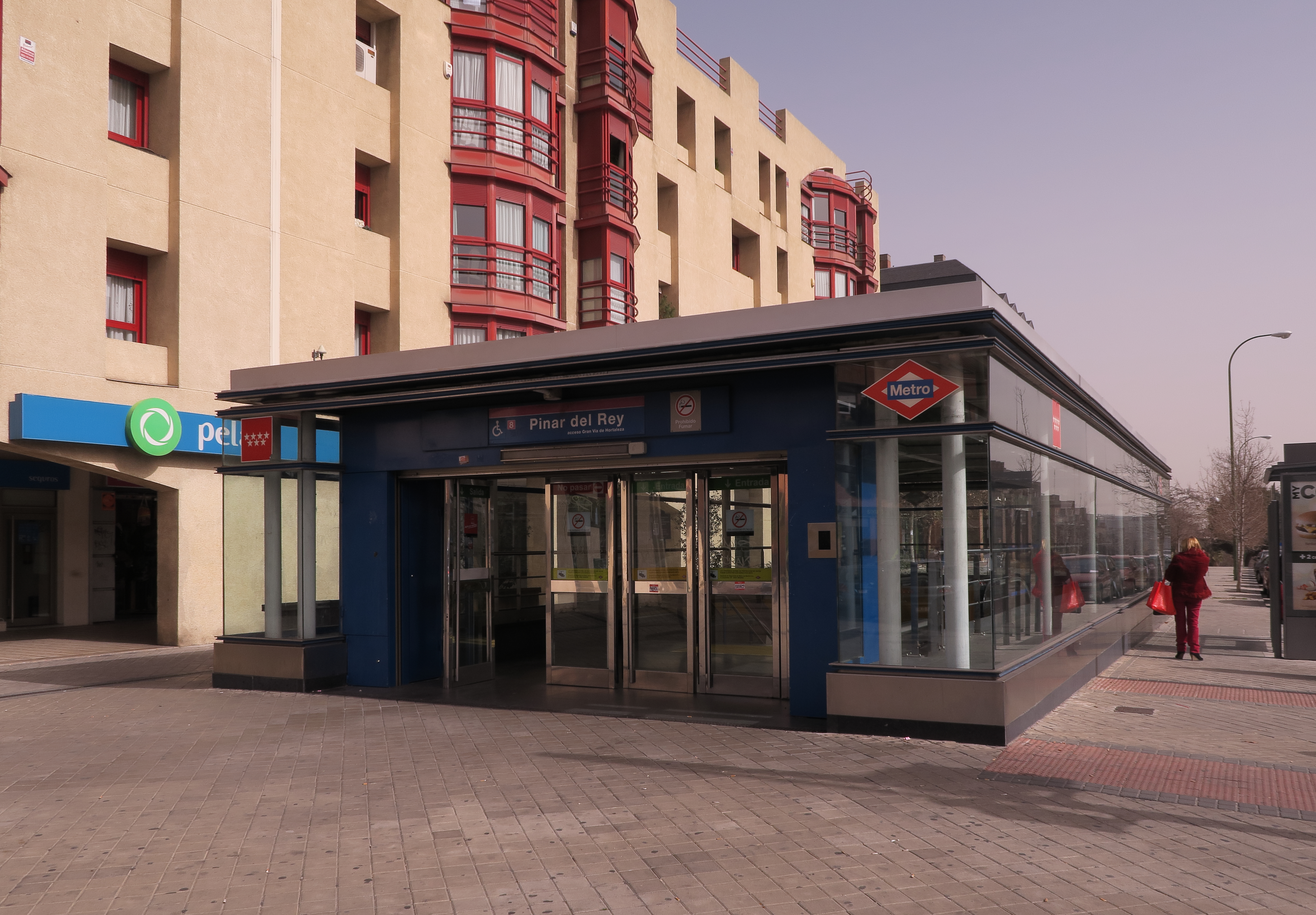
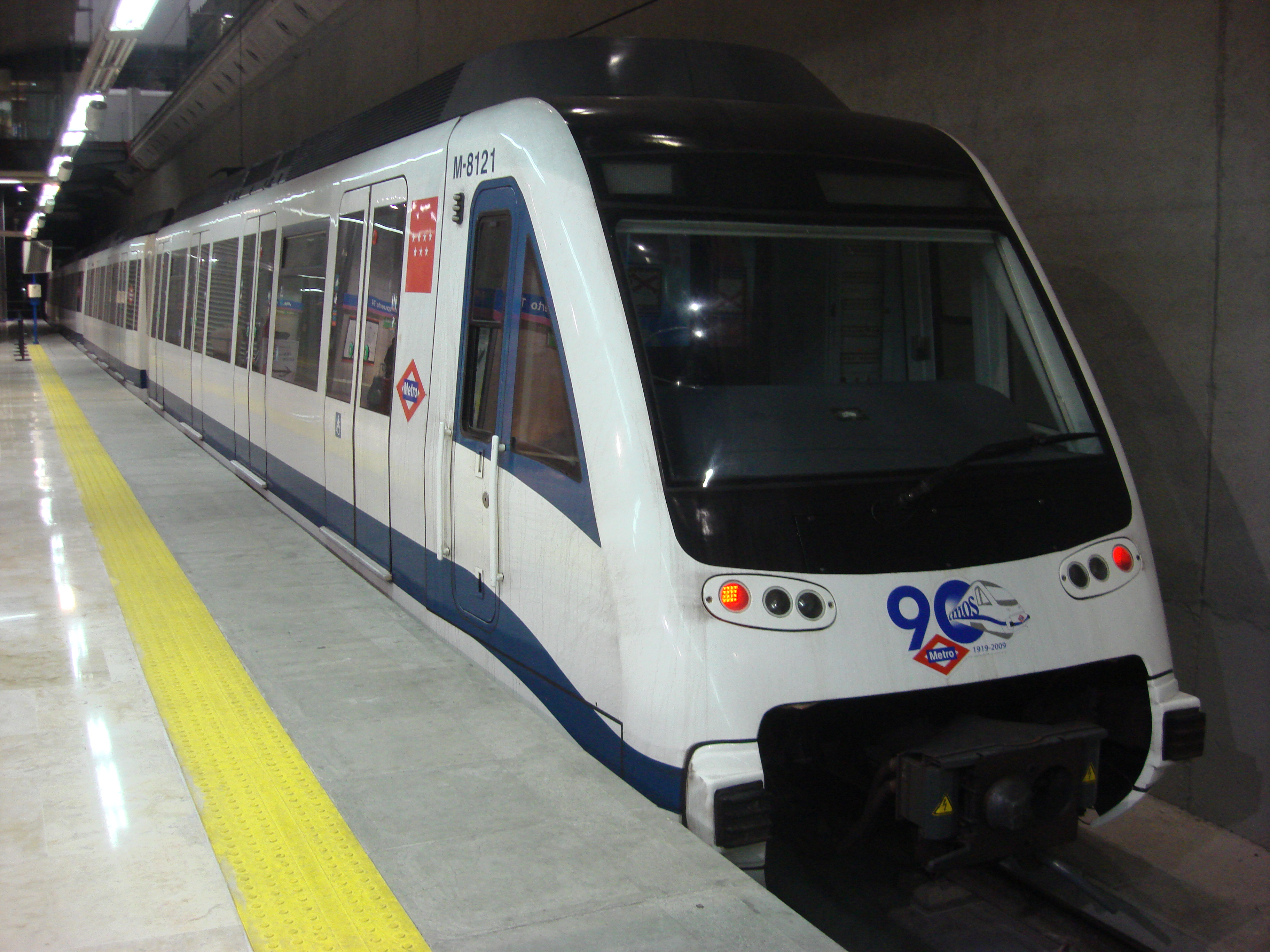
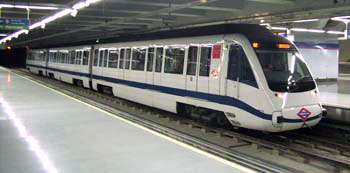
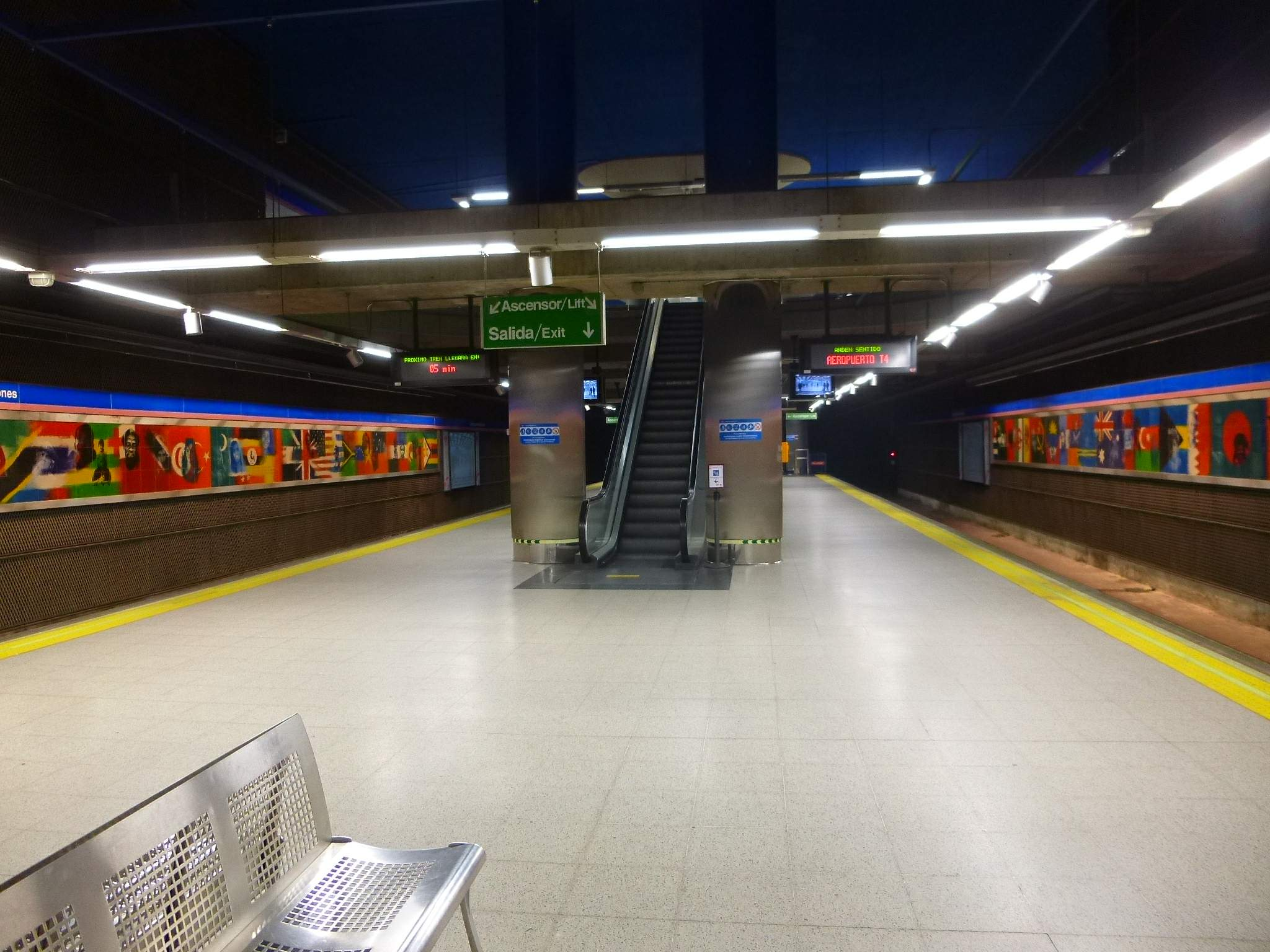